# Hugo Bernatzik
Hugo Adolf Bernatzik (ur. 26 marca 1897 w Wiedniu, zm. 9 marca 1953 tamże) – austriacki antropolog i fotograf. Był twórcą koncepcji alternatywnej antropologii.

## Życiorys
Hugo Adolf Bernatzik był synem profesora prawa publicznego na uniwersytecie wiedeńskim i członka Izby Panów (niem. Herrenhaus), Edmunda Bernatzika (1854–1919). Po ukończeniu szkoły w 1915 roku, zgłosił się na ochotnika do armii Austro-Węgierskiej i został wysłany na front w Albanii. W 1920 porzucił prowadzenie badań medycznych z powodów finansowych i stał się biznesmenem. Po wczesnej śmierci swojej pierwszej żony Margaret AST (1904–1924), rozpoczął serię podróży i wypraw fotograficznych, które z czasem stały się jego zawodem i pasją. Odwiedził Hiszpanię i Północno-Zachodnią Afrykę w 1924 roku oraz Egipt i Somalię w 1925 r. W 1927 roku Anglo-Egipski Sudan. Między rokiem 1926 a 1930 Rumunię i Albanię. Na przełomie lat 1930/31 odwiedził Gwinea portugalską (za Bernhard Struck, Muzeum Etnograficzne w Dreźnie), Brytyjskie wyspy Salomona, Brytyjską Nową Gwineę, oraz wyspę Bali w Indonezji w latach 1932/33. Przebywał w Laponii w roku 1934. Ponownie pojawił się w Azji w latach 1936/37 odwiedzając Birmę, Tajlandię i francuskie Indochiny (Wietnam, Laos, Kambodża). W swoją ostatnią podróż wybrał się do francuskiego Maroka na przełomie lat 1949/50.
Bernatzik finansował swoje badania i koszty utrzymania opisując swoje podróże w książkach oraz wygłaszając wykłady jako niezależny badacz. Dokonywał zakupu zbiorów etnograficznych dla muzeów w Niemczech i Szwajcarii. Jego dziennikarska działalność i wyjątkowe zdjęcia ludności krajów, które odwiedzał uczyniły go dość sławnym człowiekiem. Przygotował bibliotekę zdjęć dokumentującą plemiona zagrożone wyginięciem. Co do kolonialnej polityki, Bernatzik twierdził, że administratorzy kolonii powinni przykładać więcej wagi i zrozumienia dla zwyczajów i sposobu życia ludności tubylczej danego terenu. W 1927 roku ożenił się z Emmy Winkler (1904–1977), studentką psychologii w Wiedniu, która stała się jego asystentką i towarzyszką w czasie podróży. Od 1930 roku, studiował etnologię, antropologię i geografię na Uniwersytecie w Wiedniu i uzyskał stopień naukowy doktora nauk w 1932 roku za pracę pt. „Monografia Kassangi”. W czerwcu 1935 złożył wniosek o habilitację na Uniwersytecie w Grazu. Otrzymał profesurę na podstawie pracy pt. Entwicklung des Kindes auf der Salomon-Insel Owa Raha (Rozwój dziecka na Owaraha, wyspie archipelagu Salomona ). Otrzymał potwierdzenie habilitacji od Austriackiego Federalnego Ministerstwa w maju 1936 przebywając w tym czasie w stolicy Mjanmy, Rangunie. Po powrocie, na początku 1939 roku odebrał osobiście nominację na Uniwersytecie w Grazu w Instytucie Geografii. Plany na kolejną wyprawę w chińskiej prowincji Yunnan zostały przerwane atakiem Niemiec na Polskę we wrześniu 1939 roku.
Zagadką dla opinii publicznej była rola jaką odgrywał Hugo Bernatzik dla rządu Trzeciej Rzeszy i w trakcie II Wojny Światowej. Na początku wojny, Bernatzik został powołany do Sił Zbrojnych i służył w Wiener-Neustadt, jako oficer szkoleniowy w Luftwaffe. Od samego początku wojny próbował wszelkich starań, aby uwolnić się od obowiązku służby, aby móc wydać przewodnik po Afryce. Projekt ten został przygotowany, aby dać oficerom niemieckim i europejskimi osadnikom podstawową wiedzę o krajach afrykańskich i ich ludności. Został on wprowadzony do użytku przez Biuro Polityki Kolonialnej NSDAP, którego kierownik Franz Ritter von Epp był generałem w Afryce podczas I Wojny Światowej. Pod wrażeniem pracy Bernatzika, Ritter von Epp udzielił kilku rekomendacji dla przewodnika przez co otrzymał on status strategicznego dla celów wojny, pomimo faktu, że władze Berlina szybko straciły zainteresowanie kwestią kolonialną. Protekcja generała Ritter von Epp pozwoliły Bernatzikowi i kilku jego bliskim kolegom przetrwać wojnę bez większego uszczerbku.
Jednakże żadna z wypraw Hugo Bernatzika nie miała związku z jakimikolwiek niemieckimi roszczeniami kolonialnymi. Kierunki, dane i zainteresowania naukowe jasno wskazywały jego neutralność badawczą. W czasie wojny, Bernatzik pracował również nad ukończeniem jego najważniejszej publikacji, monografii o Akha i Miao. Między rokiem 1940 i 1942, jeździł wielokrotnie w okupowanego Paryża, aby współpracować z francuskimi etnologami i aby, móc uzyskać dostęp do różnych kolonialnych archiwów, które pomogły by mu ukończyć zaczętą pracę. Starał się, jak to możliwe, aby pomóc prześladowanym kolegom z paryskiego Musee d L’Homme i aby zapobiec wandalizmu archiwów i kolekcji. Oba rękopisy, Przewodnik po Afryce i monografia o Akha i Miao, zostały zniszczone w gruzach Bibliographisches Institut w Lipsku w grudniu 1943 r. po nalocie bombowym aliantów; ponadto, wszystkie zarchiwizowane negatywy jego zdjęć zostały spalone w 1944 roku, po bombardowaniu dworca kolejowego. Tym niemniej, Bernatzikowi udało się opublikować bez żadnych zmian w tekście jego Przewodnik po Afryce, a także monografię Akha i Miao w 1947 roku. Jedynie termin etnologia kolonialna występujący wcześniej w jego dziełach został przemianowany w 1944 roku na etnologia stosowana.
Wbrew okazjonalny opiniom o tym, że Bernatzik był jednym z pierwszych członków nsdap zakazanej w Austrii do Anszlusa w marcu 1938 roku, jego korespondencja i dokumenty z lat 1923–1944, które są dostępne w Wiedeńskiej bibliotece, mogą udowodnić, że wstąpił do NSDAP 1 maja 1938 roku. W tym czasie do NSDAP mogli dołączyć tylko nowi członkowie nie związani wcześniej z organizacją. Do manipulacji opinią na temat wcześniejszej przynależności Bernatzika do NSDAP służy certyfikat na rzekomo wykonane usługi dla NSDAP w roku 1933 wystawiony przez jego szkolnego kolegę, który został członkiem partii w tamtym czasie. Jednakże praca naukowa Bernatzik oraz jego osiągnięcia na polu etnologii nie mają żadnej łączności z ideologią nazistowską. Należy również zauważyć, że naukowiec ten nigdy nie zabrał oficjalnego stanowiska w kwestii ideologii nazistowskiej. Mimo to, z obecnego punktu widzenia, jego brak odcięcia się od nazistów i niektóre jego kontakty można zasadnie krytykować. Jednakże z punktu widzenia jego epoki swoje zachowanie mógł traktować jako nieuniknione i w ten sposób przedsiębrać środki do kontynuowania swojej pracy oraz chronić się w ten sposób przed donosami. W przeciwnym wypadku, aby móc kontynuować swoją pracę w spokoju musiałby emigrować z Niemiec.
Hugo Bernatzik mieszkał z rodziną w Heiligenstadt, w willi zbudowanej na zlecenie jego ojca w 1911 roku, według projektu architekta Josefa Hoffmanna i umeblowanej przez artystów z wiedeńskich warsztatów. Zmarł w 1953 roku, po wielu latach choroby tropikalnej w wieku 56 lat. Zostawił po sobie spuściznę ważnych dzieł sztuki fotograficznej, dostępne w Wiedniu w Fotograficznym Instytucie Bonartes (bonartes.org), a także liczne publikacje przetłumaczone na wiele języków i publikowane aż do 1960 roku.

## Dzieła
- Zwischen weissem Nil und Belgisch-Kongo. L. W. Seidel & Sohn, Vienna 1929.
- Gari Gari. Der Ruf der afrikanischen Wildnis, L.W. Seidel & Sohn, Wien 1930.
- Albanien. Das Land der Schkipetaren. 204 photos, L.W. Wien: Seidel & Sohn 1930.
- Der Dunkle Erdteil, Afrika. Großquart, 256 Fotos (auch anderer Autoren), orbis terarum, Atlantis, Berlin 1930.
- Geheimnisvolle Inseln Tropenafrikas. Das Reich der Bidyogo auf den Bissagos Inseln, Wasmuth, Berlin-Zürich 1933
- Äthiopen des Westens. Portugiesisch Guinea, 2 vols., 378 photos, contribution by Bernhard Struck, L.W. Seidel & Sohn, Wien 1933.
- Südsee. Travels in the South Sea, London: Constable & Co. 1935. New York: H. Holt & Co. 1935 (Leipzig: Bibliographisches Institut 1934).
- Lappland. L.W. Seidel & Sohn, Wien 1935.
- Owa Raha, Wien-Leipzig-Olten: Bernina Verlag 1936.
- Die Geister der gelben Blätter: Forschungsreisen in Hinterindien, unter Mitarbeit von Emmy Bernatzik. 204 Bilder, Bruckmann, München 1938
- Akha und Meau. Probleme der angewandten Völkerkunde in Hinterindien, 2 Bände, 108 Fotos, 4 Farbtafeln, 431 Zeichnungen, Kommissionsverlag der Wagner’schen Univ.-Buchdruckerei, Innsbruck 1947.
- Die Große Völkerkunde. Sitten, Gebräuche und Wesen fremder Völker, chief editor and co-author, with contributions of 12 authors, 3 vols., Leipzig: Bibliographisches Institut 1939.
- Die Neue große Völkerkunde. Völker und Kulturen der Erde in Wort und Bild, chief editor and co-author, with revisions on the 1939 edition and contributions of 13 authors. 3 vols. 1280 ph., 1525 pp., Frankfurt am Main: Herkul 1954.
- Afrika. Handbuch der angewandten Völkerkunde, 2 vols, chief editor and co-author, with contributions of 32 authors from Germany, Austria, France, Italy, Belgium. Innsbruck: Wagner’schen Univ.- Buchdruckerei 1947.